# Gmina Łęka Opatowska
Łęka Opatowska (deutsch Lenka, 1943–1945 Wolfenfurt) ist ein Dorf und Sitz der gleichnamigen Landgemeinde in Polen. Der Ort liegt im Powiat Kępiński der Wojewodschaft Großpolen.

## Gemeinde
Zur Landgemeinde Łęka Opatowska gehören 12 Schulzenämter.
| - Biadaszki - Kuźnica Słupska - Lipie - Łęka Opatowska - Marianka Siemieńska - Opatów | - Piaski - Raków - Siemianice - Szalonka - Trzebień - Zmyślona Słupska |

Weitere Ortschaften der Gemeinde sind Granice, Klasak, Opatowiec, Stogniew und Wesoła.